# Segelfluggelände Ludwigshafen-Dannstadt

i7
i11
i13
Das Segelfluggelände Ludwigshafen-Dannstadt ist ein Segelfluggelände in Dannstadt im Rhein-Pfalz-Kreis in Rheinland-Pfalz.

## Gelände und Flugbetrieb
Das Segelfluggelände liegt etwa drei Kilometer südöstlich von Dannstadt, östlich der A 61, nahe der Autobahnraststätte Dannstadt Ost auf einer Höhe von 96 m AMSL. Es verfügt über eine Graspiste von 1200 × 50 m mit der Ausrichtung 05/23. Es besitzt eine Betriebsgenehmigung für Segelflugzeuge, Motorsegler, Ultraleichtflugzeuge sowie für Flugzeuge bis 2000 kg höchstzulässiger Abflugmasse (MTOM), sofern diese zum Schleppen von Segelflugzeugen eingesetzt werden. Segelflugzeuge starten per Windenstart oder Flugzeugschlepp. Für Starts und Landungen von platzfremden Ultraleichtflugzeugen ist die vorherige Zustimmung des Platzhalters erforderlich (PPR).

## Ansässige Vereine
Die beiden Luftsportvereine Segelfluggruppe Giulini e. V. und Segelflugsportverein Ludwigshafen e. V. nutzen den Platz gemeinsam. Sie bilden gemeinsam die Flugplatzgemeinschaft Ludwigshafen-Dannstadt. Im Juli 2011 richteten sie zusammen die Rheinland-Pfälzische Segelflugmeisterschaft aus.

## Geschichte
Das Segelfluggelände wurde am 1. September 1971 genehmigt. Die Betriebsgenehmigung umfasste Segelflugzeuge im Windenstart und Flugzeugschleppstart. Die Genehmigung wurde am 12. November 1979 um Motorsegler und Schleppflugzeuge bis zu 2000 kg MTOM erweitert. Am 5. Juli 2017 wurde die Genehmigung um Ultraleichtflugzeuge erweitert.